# 카스미 리사
카스미 리사(일본어: かすみりさ, 1984년 5월 31일  ~ )는 일본의 성인 비디오 여배우다. 현재 T-POWERS 소속이다.

## 경력
2007년 6월, S1에서 발매된 《신인×아슬아슬 모자이크 NO.1 STYLE》로 AV 배우가 되었다. 2008년 4월부터 방송된 TV 도쿄의 프로그램 《오네가이! 마스캇토》에 출연해 걸 그룹 에비스 마스캇츠의 멤버로 가입되었고, 2011년 7월 히비야 야외음악당에서 열린 콘서트 공연을 마치고 졸업했다.
개인 수상 부분에서 다음과 같은 상을 수상했다: 2009년의 AV 그랑프리에서 여배우작품부문 우수상에 이름을 올렸고, 2011년 12월 9일 SOD대상2011에서 우수여우상을 수상했다. 2012년  성인 비디오 30주년을 기념하여, DMM.com이 소비자들을 대상으로 주관한 성인 비디오 역사상 최고의 AV 여배우를 뽑는 투표에서 76위에 선정됐다.

## 같이 보기
- AV 그랑프리
- S1 NO.1 STYLE
- 성인 비디오 / 배우
- 오네가이! 마스캇토
- 에비스 마스캇츠

### 주해
1. ↑  전속 계약사였던 S1, 본인 명의의 블로그 등에서 1984년으로 표기된다.[2] 다만 소속사를 비롯한 출처에서는 1985년으로 표기하고있다.[1]

### 참조
1. 1 2  “かすみ りさ” (일본어). T-POWERS. 2016년 1월 16일에 원본 문서에서 보존된 문서. 2016년 1월 16일에 확인함.
2. ↑  “かすみりさ” (일본어). S1 NO.1 STYLE. 2015년 4월 23일에 원본 문서에서 보존된 문서. 2016년 1월 16일에 확인함.
3. ↑  카스미 리사 (2011년 7월 3일). “卒業。” (일본어). 공식 블로그. 2016년 1월 16일에 원본 문서에서 보존된 문서. 2016년 1월 16일에 확인함.
4. ↑  “AVグランプリ2009 結果発表” (일본어). DMM.com. 2016년 1월 16일에 원본 문서에서 보존된 문서. 2016년 1월 16일에 확인함.
5. ↑  “大盛況のSOD大賞2011 in nicofarreレポート!!” (일본어). SOFT ON DEMAND. 2011년 12월 13일. 2012년 1월 11일에 원본 문서에서 보존된 문서. 2016년 1월 16일에 확인함.
6. ↑  “AV女優 人気投票 61～80位” (일본어). DMM.com. 2016년 1월 16일에 원본 문서에서 보존된 문서. 2016년 1월 16일에 확인함.